# 魔法のマコちゃん
『魔法のマコちゃん』（まほうのマコちゃん）は、1970年11月2日から1971年9月27日まで、NET（現・テレビ朝日）系列で毎週月曜日19時 - 19時30分に全48話が放送された日本のテレビアニメである。

## 概要
『魔法使いサリー』、『ひみつのアッコちゃん』に続く「東映魔女っ子シリーズ」の第3作である。
それまで漫画原作があった魔女っ子シリーズで、初の東映動画オリジナル企画作品である。アンデルセン童話の『人魚姫』をベースに脚本の辻真先と演出の芹川有吾が中心となって設定した。コミカライズ版は、吉森みき男等の作品が小学一年生などに掲載された。
『魔法使いサリー』を視聴していた年齢層を引き込むため対象年齢を高めに設定し、恋愛劇の要素を取り入れるなど新機軸を打ち出した。マコの母のキャストにはサリーを演じた平井道子が起用されている。また対象年齢の引き上げにより、公害や基地演習問題、受験戦争など、当時の社会問題を取り込んだエピソードも製作されたが、人気の面では前2作に及ばなかった。

## あらすじ
人間に姿を変えた人魚のマコ。彼女の人間界での生活を描く。

## 登場人物
浦島 マコ
声 - 杉山佳寿子
深海の国の姫で人魚。15歳。海上に出たとき、たまたま船に乗っていた青年・アキラに恋をする。再びアキラに会おうとして海上に戻ったとき、海底地震による津波が船を襲い、アキラは他の乗客を救って自らは溺れてしまう。マコは人間に触れると人魚に戻れない事を覚悟でアキラを救って人間になり、人間界で生活を始める。魔法のペンダント「人魚の命」に願いをかけると魔法が使える。「からたち学園」中等部2年生。
パパ
声 - 谷津勲
深海の国の王。通称「竜王」。マコの事を心配し、時折人間界へ現れる。マコに魔法のペンダント「人魚の命」を手渡す。
普段見せるダンディな人間の男性の姿は実は変身体で、真の姿は強大な力を持つ巨大な龍である。
マコの魔法の力が暴走して自然界のバランスが崩れて引き起こした天変地異を神の命令で見事に収めた事があり、その為に親子共々許された。
ママ
声 - 平井道子
マコの一番の理解者。マコと同じ年頃には同じように人間界に憧れていた。
おばば
声 - 高橋和枝
竜王からも「会うだけでも命がけ」と言われる深海の国の長老。マコに人魚から人間へ変わる方法を教えた人物。
神田 太郎
声 - 丸山裕子
マコと仲のいい、双子の兄。つり眉が特徴。
神田 次郎
声 - 友近恵子
双子の弟。垂れ眉が特徴。
神田絹代
声 - 牧野和子
太郎たち双子のママ。息子たちにはスパルタ教育に徹しているなど非常に厳しい教育ママ。
双子のパパ
声 - 槐柳二
穏便な性格で5歳違いの妻には頭が上がらない。
番長
声 - 大竹宏
マコのクラスメートでガキ大将。本名は松橋。乱暴だが正義感は強い。歌唱に関しては非常に音痴。マコに恋愛感情を抱いておりマコのためなら躊躇せず行動を起こす。学園内での人徳は高いが転校生をいじめる癖がある。
千吉
声 - 山下啓介 / 神谷明
番長の子分で知恵袋的な存在。
林 ハル子
声 - 千々松幸子
マコのクラスメート。小柄で極度の近視。友達思いの優しい少女。宝石類を好んでいる。
富田 トミ子
声 - 平井道子
マコのクラスメート。富田建設社長の娘で、とても気が強くヒステリック。勝ち負けにこだわり令嬢という立場を利用し嫌がらせを行う。特に学校の人気者であるマコに対しては何かというと意地悪をし憎んでいるが、学園の生徒会選挙の際にはマコに選挙参謀を頼むなど調子がいい。母は学園のPTA会長。
ダバゴン先生
声 - 沢りつお
マコたちの担任。自由な校風を尊重し、教え子たちを深く信頼している人格者。卑怯なことを嫌い学園長ですら頭の上がらないトミ子にも厳しく当たる。豪胆な性格だがややデリカシーに欠けており本人も気にしているまた意外にもなかなかのロマンチスト。
学園長
声 - 沼波輝枝
からたち学園の校長で、何より学園を大切にしている老婦人。また金や権力に弱く、寄付を目当てに富田夫人やその娘のトミ子に媚びへつらっている。
富田夫人
声 - 川島ふじ子
トミ子の母でPTA会長。外面は良く周囲から信頼もされているが、内面は娘に甘く娘のためならいかなる手段も選ばずに行動し、学園長に対して寄付を餌に揺すぶりをかけるなど卑劣な面も目立つ。宝石に目がない。
茂野 アキラ
声 - 市川治 / 作間功
マコと数奇な運命で結ばれている青年。正義感が強く、他人のために命を投げ出すような行動をすることが多い。客船の沈没事故のさいに自分を助けた人魚の少女のことを覚えておりお礼をしたいと思っており再会を待ち続けている。常に新しい自分を求めており、犬の世話係からレーサーと転職を繰り返している。最終的には自分の父と同じマドロスに落ち着く。
浦島老人
声 - 梶哲也
神田家の離れに住む老人。人間になったばかりのマコを救い、マコを引き取る。過去に娘を亡くしており娘が着用していた服をマコに与える。

## アイテム

### 人魚の命
人間の世界に行こうとするマコに竜王が餞別として渡した、八芒星の真ん中に青い宝玉が収められたペンダント。自然の光をある一定の時間、宝玉に当てる事で魔法が使える。ただし、電灯や火など、人工的あるいは人為的な光では発動しないが、星明りなど、弱くても自然の光があれば発動する。人を必要以上に傷つけたり、自身の私利私欲のための願いは叶えられないが、人助けや自分自身の身を守るための使用には発動する。また、使用する者が人魚の血を引いていなければ発動しないらしく、マコが山の精霊に貸した際は、山の精霊の手では発動出来ない描写がある。

## スタッフ
- 企画 - 原徹、横山賢二（東映動画）
- 原作 - 浦川しのぶ[注釈 1]
- 音楽 - 渡辺岳夫
- NETプロデューサー - 宮崎慎一
- 作画 - 鈴木康彦、前田庸生、前田実、高橋信也、西城隆詞、金田伊功、大貫信夫、荒木伸吾 他
- 背景 - 穂積勝義、小島喜八郎、松本健治、沼井信朗、阿部泰三郎、下茂恵美子、牧瀬良子、西芳邦、水野尾純一、海老沢一男、勝又激、伊藤攻洋、中筋徹、川井憲、伊藤順子、越園枝、伊藤英治、杉本隆一
- 撮影 - 片山幸男、不破孝喜、清水政夫、武田寛、池田重好、目黒宏、菅谷正昭、山根恵、岸本政由、坂東昭雄、白根基万、藤橋秀行、武井利晴、細田民男
- 編集 - 花井正明、本山収、古村均、上中哲夫、鈴木寛、鳥羽亮一
- 録音 - 荒川文雄、二宮健治、波多野勲、神原広巳
- 効果 - 大平紀義
- 記録 - 早見佐代子、二宮禧代、熊沢直美、黒石陽子、佐伯節子、鈴木泰子、小林ふみ子、中嶋晴代、大橋千加子、的場節代、高野ヒサ子
- 選曲 - 賀川晴雄
- 演出助手 - 松橋英夫、早川啓二、上島昭男、遠藤勇二、福島一三、山吉康夫、寒竹清隆、佐々木皓一、奥西武、大谷恒清
- 製作進行 - 久保田弘男、佐伯雅久、豊島勝義、大野清、隅要次郎、館浩二、奥村千賀野、富岡義和、難波隆司、菅原吉郎、佐藤哲雄、吉岡修
- 現像 - 東映化学
- キャラクターデザイン - 高橋信也
- オープニング / エンディング
  - 演出 - 高見義雄
  - 作画監督 - 岡田敏靖
- 制作 - 東映、NET

## 音楽
渡辺岳夫がBGMおよび主題歌の作曲を行ったほか、作詞も手掛けた。主題歌の編曲に編曲を担当した者がクレジットされていないところは『巨人の星』、『アタックNo.1』などと同様である。
一部のBGMは『好き! すき!! 魔女先生』後期におけるアンドロ仮面の戦闘シーンにも流用された。
主題歌を歌ったのは当時13歳の堀江美都子で、堀江にとっては少女アニメ第1作であり、渡辺岳夫と組んだ最初の作品である。堀江は主人公マコと同年代で同じ横浜市在住だったこともあり、感情移入して歌ったという。オープニングテーマ冒頭の「どこからきたーンのおっ」という歌い方は「アクビ娘の歌」のように、シャクるように歌ってほしい」という渡辺の要望によるものである。またエンディングテーマでのセリフに関して渡辺から「自分の弟が悪戯した時のように言ってごらん」とのアドバイスを受けたという。本作ではオープニングテーマ、エンディングテーマともに曲中にセリフがあるが、堀江が声優としてデビューするよりかなり以前の時期のことである。堀江は本作より10年後、東映魔女っ子シリーズ最終作『魔法少女ララベル』にて主人公役を務める事になる。
オープニング・テーマには大杉久美子によるカヴァー版も存在する。大杉はやはり渡辺岳夫作曲で自身のアニメソング・デビュー曲でもあった『アタックNo.1』の主題歌の録音時にセリフで苦労していたため、「また、セリフ?」と思ったという。

### 主題歌
オープニングテーマ - 「魔法のマコちゃん」
作詞・作曲・編曲 - 渡辺岳夫 / 歌 - 淈江美都子（CDでは堀江美都子）
映像は第20話より、ラストのセリフ部分の背景が変更された。
1971年に日本コロムビアのゴールデンヒット賞を受賞。
堀江のセルフカヴァー・ヴァージョン（編曲：青木望）が「40th Anniversary Encore」に、ライブ・ヴァージョンが堀江のライブCD「Heartful Concert」に（メドレーの一部として）、それぞれ収録されている。
エンディングテーマ - 「ボクはマコについてゆく」
作詞・作曲・編曲 - 渡辺岳夫 / 歌 - 淈江美都子（CDでは堀江美都子）、コロムビア・メール・ハーモニー

## 各話リスト
| 話数   | 放送日         | サブタイトル               | 脚本            | 演出       | 作画監督 | 美術     |
| ------ | -------------- | -------------------------- | --------------- | ---------- | -------- | -------- |
| 第1話  | 1970年 11月2日 | 初恋                       | 辻真先          | 芹川有吾   | 岡田敏靖 | 遠藤重義 |
| 第2話  | 11月9日        | 海より愛をこめて           | 雪室俊一        | 高見義雄   | 高橋信也 | 遠藤重義 |
| 第3話  | 11月16日       | からたち学園               | 北原しげみ      | 芹川有吾   | 細田暉雄 | 山崎誠   |
| 第4話  | 11月23日       | 新しい芽                   | 北原しげみ      | 久岡敬史   | 岡田敏靖 | 遠藤重義 |
| 第5話  | 11月30日       | 奪われた魔力               | 布勢博一        | 佐々木勝利 | 江藤文男 | 山崎誠   |
| 第6話  | 12月7日        | 再会の涙                   | 小川英 神山一機 | 岡崎稔     | 永樹凡人 | 横井三郎 |
| 第7話  | 12月14日       | 面影の人                   | 浪江志摩        | 山本寛巳   | 高橋信也 | 遠藤重義 |
| 第8話  | 12月21日       | サンタは何処に             | 松本守正        | 芹川有吾   | 菊池城二 | 遠藤重義 |
| 第9話  | 12月28日       | 港が丘の決斗               | 岡本克己        | 高見義雄   | 細田暉雄 | 横井三郎 |
| 第10話 | 1971年 1月4日  | 学園の星                   | 浪江志摩        | 勝田稔男   | 木暮輝夫 | 横井三郎 |
| 第11話 | 1月11日        | 逃げないでジム!            | 布勢博一        | 岡崎稔     | 永樹凡人 | 沼井一   |
| 第12話 | 1月18日        | 海のひびき                 | 浪江志摩        | 久岡敬史   | 江藤文男 | 遠藤重義 |
| 第13話 | 1月25日        | パパとデート               | 辻真先          | 芹川有吾   | 岡田敏靖 | 沼井一   |
| 第14話 | 2月1日         | さまよう青春               | 山本和子        | 勝田稔男   | 田中英二 | 遠藤重義 |
| 第15話 | 2月8日         | 明日に賭けるトランペット   | 荒木芳久        | 岡崎稔     | 永樹凡人 | 遠藤重義 |
| 第16話 | 2月15日        | 制服はいやよ               | 岡本克己        | 高見義雄   | 細田暉雄 | 遠藤重義 |
| 第17話 | 2月22日        | 雪の夜に笛が聞える         | 辻真先          | 芹川有吾   | 江藤文男 | 伊藤主計 |
| 第18話 | 3月1日         | しぶきの中の二人           | 近藤正          | 佐々木勝利 | 木暮輝夫 | 沼井一   |
| 第19話 | 3月8日         | 危険な年頃                 | 鈴樹三千夫      | 山本寛巳   | 大貫信夫 | 遠藤重義 |
| 第20話 | 3月15日        | スチュワーデスとパイロット | 岡本克己        | 岡崎稔     | 永樹凡人 | 沼井一   |
| 第21話 | 3月22日        | うそつき学園               | 辻真先          | 高見義雄   | 田中英二 | 遠藤重義 |
| 第22話 | 3月29日        | 誰かが呼んでいる           | 鈴樹三千夫      | 久岡敬史   | 高橋信也 | 遠藤重義 |
| 第23話 | 4月5日         | 即席キューピッド           | 辻真先          | 山本寛巳   | 江藤文男 | 遠藤重義 |
| 第24話 | 4月12日        | あたしは誰なの?            | 雪室俊一        | 勝田稔男   | 木暮輝夫 | 沼井一   |
| 第25話 | 4月19日        | 山のかなたへ               | 浪江志摩        | 西沢信孝   | 細田暉雄 | 遠藤重義 |
| 第26話 | 4月26日        | いたずら王子               | 辻真先          | 芹川有吾   | 田中英二 | 沼井一   |
| 第27話 | 5月3日         | 赤いギャラック             | 押川国秋        | 勝田稔男   | 木暮輝夫 | 遠藤重義 |
| 第28話 | 5月10日        | グランドの天使             | 辻真先          | 岡崎稔     | 永樹凡人 | 沼井一   |
| 第29話 | 5月17日        | おねがいしま〜す!          | 岡本克己        | 高見義雄   | 江藤文男 | 伊藤主計 |
| 第30話 | 5月24日        | 人魚姫                     | 雪室俊一        | 金子允洋   | 荒木伸吾 | 遠藤重義 |
| 第31話 | 5月31日        | 終点の王様                 | 雪室俊一        | 久岡敬史   | 田中英二 | 沼井一   |
| 第32話 | 6月7日         | 生きているルル             | 辻真先          | 芹川有吾   | 高橋信也 | 遠藤重義 |
| 第33話 | 6月14日        | 子ジカ街を行く             | 北村秀敏        | 山本寛巳   | 江藤文男 | 遠藤重義 |
| 第34話 | 6月21日        | ささくれの歌               | 雪室俊一        | 佐々木勝利 | 荒木伸吾 | 辻忠直   |
| 第35話 | 6月28日        | 社長七変化                 | 辻真先          | 岡崎稔     | 永樹凡人 | 沼井一   |
| 第36話 | 7月5日         | 命売ります                 | 辻真先          | 西沢信孝   | 細田暉雄 | 辻忠直   |
| 第37話 | 7月12日        | はじめての口紅             | 雪室俊一        | 高見義雄   | 木暮輝夫 | 沼井一   |
| 第38話 | 7月19日        | ジャングル番長             | 辻真先          | 岡崎稔     | 永樹凡人 | 遠藤重義 |
| 第39話 | 7月26日        | マオ死なないで             | 押川国秋        | 久岡敬史   | 田中英二 | 遠藤重義 |
| 第40話 | 8月2日         | 花嫁になる研究             | 雪室俊一        | 金子允洋   | 木暮輝夫 | 沼井一   |
| 第41話 | 8月9日         | めぐりあい                 | 山崎忠昭        | 勝田稔男   | 高橋信也 | 辻忠直   |
| 第42話 | 8月16日        | たったひとつの記録         | 辻真先          | 芹川有吾   | 荒木伸吾 | 遠藤重義 |
| 第43話 | 8月23日        | 幽霊がそこにいる           | 辻真先          | 池田宏     | 江藤文男 | 辻忠直   |
| 第44話 | 8月30日        | 絵のないアルバム           | 雪室俊一        | 岡崎稔     | 永樹凡人 | 辻忠直   |
| 第45話 | 9月6日         | 日曜日のあいつ             | 雪室俊一        | 西沢信孝   | 木暮輝夫 | 沼井一   |
| 第46話 | 9月13日        | 妖怪の涙（前編）           | 小川英 神山一機 | 高見義雄   | 細田暉雄 | 遠藤重義 |
| 第47話 | 9月20日        | 妖怪の涙（後編）           | 小川英 神山一機 | 久岡敬史   | 細田暉雄 | 遠藤重義 |
| 第48話 | 9月27日        | また逢う日まで             | 辻真先          | 山本寛巳   | 江藤文男 | 辻忠直   |

## 放送局
放送系列は当時のもの。
| 放送局           | 放送系列                                    | 放送時間                                                                | 備考                                                                                                 |
| ---------------- | ------------------------------------------- | ----------------------------------------------------------------------- | --- |
| NETテレビ        | NETテレビ系列                               | 月曜 19:00 - 19:30                                                      | 制作局                                                                                               |
| 北海道テレビ     | NETテレビ系列                               | 月曜 19:00 - 19:30                                                      | |
| 青森放送         | 日本テレビ系列                              | 日曜 9:00 - 9:30                                                        | |
| テレビ岩手       | 日本テレビ系列 NETテレビ系列                | 月曜 19:00 - 19:30                                                      | |
| 秋田放送         | 日本テレビ系列                              | 日曜 9:00 - 9:30（1972年3月まで） 月曜 17:00 - 17:30（1972年4月 - 5月） | |
| 山形放送         | 日本テレビ系列                              | 日曜 9:00 - 9:30                                                        | |
| 宮城テレビ       | 日本テレビ系列 NETテレビ系列                | 月曜 19:00 - 19:30                                                      | [ 注釈 4 ]                                                                                           |
| 福島中央テレビ   | 日本テレビ系列 NETテレビ系列                | 月曜 19:00 - 19:30                                                      | |
| 新潟総合テレビ   | フジテレビ系列 NETテレビ系列 日本テレビ系列 | 月曜 19:00 - 19:30                                                      | |
| 信越放送         | TBS系列                                     |                                                                         | |
| 山梨放送         | 日本テレビ系列                              |                                                                         | |
| 静岡放送         | TBS系列                                     |                                                                         | |
| 北日本放送       | 日本テレビ系列                              |                                                                         | |
| 北陸放送         | TBS系列                                     | 月曜 - 木曜 17:25 - 17:55                                               | |
| 福井放送         | 日本テレビ系列                              | 月曜 17:20 - 17:50                                                      | |
| 名古屋放送       | NETテレビ系列 日本テレビ系列                |                                                                         | |
| 毎日放送         | NETテレビ系列                               | 月曜 19:00 - 19:30                                                      | 当時の朝日放送はTBS系列局                                                                            |
| 山陰放送         | TBS系列                                     |                                                                         | |
| 岡山放送         | フジテレビ系列 NETテレビ系列                | 月曜 19:00 - 19:30                                                      | 当時の岡山県・香川県内の民放局は それぞれの放送局本社所在地の県内のみ の放送エリアが設定されていた。 |
| 瀬戸内海放送     | NETテレビ系列                               | 月曜 19:00 - 19:30                                                      | 当時の岡山県・香川県内の民放局は それぞれの放送局本社所在地の県内のみ の放送エリアが設定されていた。 |
| 中国放送         | TBS系列                                     |                                                                         | 放送期間中に広島ホームテレビへネット局の変更が行われた。                                             |
| ↓                |                                             |                                                                         | 放送期間中に広島ホームテレビへネット局の変更が行われた。                                             |
| 広島ホームテレビ | NETテレビ系列                               | 月曜 19:00 - 19:30                                                      | 放送期間中に広島ホームテレビへネット局の変更が行われた。                                             |
| 山口放送         | 日本テレビ系列                              |                                                                         | |
| 四国放送         | 日本テレビ系列                              | 木曜 17:00 - 17:30                                                      | |
| 南海放送         | 日本テレビ系列                              | 水曜 18:00 - 18:30                                                      | |
| 高知放送         | 日本テレビ系列                              | 水曜 18:00 - 18:30                                                      | |
| 九州朝日放送     | NETテレビ系列                               | 月曜 19:00 - 19:30                                                      | |
| 長崎放送         | TBS系列                                     | 月曜 18:00 - 18:30                                                      | |
| 熊本放送         | TBS系列                                     |                                                                         | |
| テレビ大分       | フジテレビ系列 日本テレビ系列 NETテレビ系列 | 月曜 19:00 - 19:30                                                      | |
| 宮崎放送         | TBS系列                                     |                                                                         | |
| 鹿児島テレビ     | フジテレビ系列 日本テレビ系列 NETテレビ系列 | 月曜 19:00 - 19:30                                                      | |
| 沖縄テレビ       | フジテレビ系列                              | 土曜 19:30 - 20:00                                                      | |

## 劇場版
『東映まんがまつり』内で、2本が上映されている。
- 魔法のマコちゃん（1971年3月20日公開）
  - 第3話のブローアップ版。併映は『どうぶつ宝島』・『タイガーマスク 黒い魔神』・『キックの鬼』・『のりものいろいろ』の4本。
- 魔法のマコちゃん（1971年7月18日公開）
  - 第28話のブローアップ版。併映は『アリババと40匹の盗賊』・『宇宙猿人ゴリ対スペクトルマン』・『ゴーゴー仮面ライダー』・『アンデルセン物語 おやゆび姫』の4本。

## 関連商品

### LP・EP
- 魔法のマコちゃんLP・シングルレコード （1979年発売 7インチ盤・AB両面） COCC-11865~6
- 魔法のマコちゃんEP・ボクはマコについてゆく （1970年発売 ドーナツ盤・AB両面） SCS-118

### DVD
- DVD-BOX （初回限定生産・全巻封入特典・DISC全8巻・販売元：東芝デジタルフロンティア）
  - DVD-BOX 1 [5枚組・片面2層 前半の第1 - 24話に収録 2003年3月21日発売] PIBA-7170
  - DVD-BOX 2 [4枚組・片面2層 後半の第25 - 48話に収録 2003年4月25日発売] PIBA-7171

- DVD-BOX （販売元：ベストフィールド）
  - 想い出のアニメライブラリー 第13集魔法のマコちゃん DVD-BOX デジタルリマスター版 Part 1 [3枚組 2013年10月30日] BFTD-0073
  - 想い出のアニメライブラリー 第13集魔法のマコちゃん DVD-BOX デジタルリマスター版 Part 2 [3枚組 2013年11月27日] BFTD-0074

### ブルーレイ
- Blu-ray （販売元：ベストフィールド）
  - 魔法のマコちゃん Blu-ray【想い出のアニメライブラリー 第141集】 [2枚組・BD50G 2024年9月27日発売] BFTD-0502